# أنطونيو جيسوس بيريرا
أنطونيو جيسوس بيريرا (11 فبراير 1955 بإيسبينهو في البرتغال - 27 سبتمبر 2010 بإيسبينهو في البرتغال) هو مدرب كرة قدم ولاعب كرة قدم برتغالي في مركز حراسة المرمى. شارك مع منتخب البرتغال لكرة القدم. أما مع النوادي، فقد لعب مع فيتوريا دي غيماريش ونادي بيرا مار ونادي فارزيم ونادي ليتشويس ونادي تشافيس وLusitânia F.C. ‏.

## وصلات خارجية
- أنطونيو جيسوس بيريرا على موقع قاعدة بيانات كرة القدم.إي يو (الإنجليزية)
- أنطونيو جيسوس بيريرا على موقع ناشيونال فوتبول تيمز (الإنجليزية)
- أنطونيو جيسوس بيريرا على موقع عالم كرة القدم.نت (الإنجليزية)